# Franciszek Sulik
Franciszek Ksawery Sulik (ur. 28 listopada 1908 w Glinianach, zm. 16 lipca 1997 w Adelajdzie) – polski szachista, medalista olimpijski.

## Życiorys
W 1932 ukończył studia prawnicze na Uniwersytecie Jana Kazimierza we Lwowie. Na stopień podporucznika został mianowany ze starszeństwem z 1 stycznia 1935 i 1852. lokatą w korpusie oficerów rezerwy piechoty. Z dniem 1 marca 1939 został mianowany asesorem sądowym w okręgu Sądu Apelacyjnego we Lwowie.
Należał do czołówki lwowskich szachistów, w 1934 roku zdobył tytuł mistrza miasta. Uczestniczył w trzecich mistrzostwach Polski w Warszawie (1935), gdzie w silnej konkurencji zajął ósme miejsce. Reprezentował Polskę na nieoficjalnej olimpiadzie szachowej w Monachium w 1936 roku. W 1939 roku w Buenos Aires zdobył wraz z drużyną srebrny medal olimpijski, uzyskując wynik 4½ pkt w 7 partiach z pozycji rezerwowego.
W czasie II wojny światowej wrócił do Europy, wstąpił do 2 Korpusu Polskiego pod dowództwem gen. Andersa i walczył we Włoszech.
Po demobilizacji wyemigrował do Australii, gdzie pracował kolejno jako robotnik, inżynier w fabryce oraz technik radiowy. Zdobył mistrzostwo Adelaide w szachach oraz siedmiokrotnie mistrzostwo Południowej Australii (1954, 1969, 1970, 1971, 1973, 1974, 1976/78).
Według retrospektywnego systemu Chessmetrics, najwyżej sklasyfikowany był we wrześniu 1943 r., zajmował wówczas 68. miejsce na świecie.